# جمال حیمودی
جمال حیمودی (زاده ۱۰ دسامبر ۱۹۷۰ - وهران) داور فوتبال اهل الجزایر است.
وی از سال ۲۰۰۴ وارد لیست بین‌المللی فیفا شده است و سابقه قضاوت در جام ملت‌های آفریقا ۲۰۰۸ و ۲۰۱۲، جام جهانی زیر ۲۰ سال ۲۰۱۱ و جام کنفدراسیون‌های ۲۰۱۳ را در کارنامه دارد.